# I Paint Pictures on a Wedding Dress
I Paint Pictures on a Wedding Dress is een Engelstalig album van de Belgische band Zita Swoon uit 1998. De enige single van het album My Bond with You and Your Planet: Disco! werd een bescheiden hit. Het album leverde de band onder andere een Edisonnominatie en optredens op de festivals Pinkpop en Rock Werchter op.

## Tracklist
1. She = Like Meeting Jesus
2. Ragdoll Blues
3. Still Half My Friend?
4. The Rabbit Field
5. Song for a Dead Singer
6. One Perfect Day
7. Maria (about the Successful Emotional Recovery of a Gal Named Maria)
8. Our Daily Reminders
9. My Bond with You and Your Planet: Disco!
10. Stamina
11. 50 Years in Dope Jittery
12. The French Trombone

## Meewerkende muzikanten
- Muzikanten:
  - Aarich Jespers (accordeon, drums, percussie)
  - Bjorn Eriksson (backing vocals, contrabas, gitaar, melodica, Rhodes, steel guitar)
  - Malcolm Burn (elektrische gitaar, keyboards, vocoder)
  - Stef Kamil Carlens (gitaar, keyboards, piano, rhodes, sampler, zang)
  - Tom Pintens (backing vocals, elektrische gitaar, keyboards, klarinet, piano, rhodes)
  - Tomas De Smet (backing vocals, basgitaar, contrabas, percussie)